# Square Dance Jubilee
Square Dance Jubilee è un film del 1949 diretto da Paul Landres.
È un film musicale a sfondo western statunitense con Don 'Red' Barry, Mary Beth Hughes e Wally Vernon.

## Produzione
Il film, diretto da Paul Landres su una sceneggiatura di Ron Ormond e Daniel B. Ullman e un soggetto di William L. Nolte, fu prodotto da June Carr e da Ormond per la Donald Barry Productions e girato nell'Iverson Ranch a Chatsworth, Los Angeles, California, dal luglio 1949.

## Distribuzione
Il film fu distribuito negli Stati Uniti dall'11 novembre 1949 al cinema dalla Screen Guild Productions.

## Promozione
La tagline è: Come on everybody! For the time of your life--get set to enjoy the grandest array of hoe-down entertainment ever assembled in one big happy hit!.